# Kliestower See
Der Kliestower See ist ein rund zehn Hektar großes, annähernd ovales Gewässer auf der Gemarkung der Stadt Trebbin im Landkreis Teltow-Fläming im Land Brandenburg.

## Lage
Der See liegt rund 3,3 km südlich des Stadtzentrums und dort rund 1,8 km südöstlich des namensgebenden Ortsteils Kliestow am Rande des Naturparks Nuthe-Nieplitz am Übergang zur Luckenwalder Heide. Nördlich befinden sich die Wohnplätze Plantage und Ziegelei. Östlich führt die Bahnstrecke Berlin–Halle von Norden kommend nur wenige Meter in südlicher Richtung am Gewässer vorbei. Südöstlich liegt der weitere Trebbiner Wohnplatz Ebelshof. Rund drei Viertel der Uferfläche sind von Wald umgeben; im Westen und Süden befindet sich Grünland. Am Ostufer ist ein rund 15 m langer Badestrand.

## Zustand
Der See wird von Grundwasser gespeist und war in den Jahren 2018 und 2019 vom Austrocknen bedroht. Der Wasserstand schwankt teilweise um bis zu 0,7 m jährlich. Durch die vergleichsweise geringe Tiefe von nur 2,5 m im Durchschnitt dehnt sich das Röhricht zunehmend aus und verkleinert so die Wasserfläche. Hinzu kommt eine starke Verschlammung des nährstoffreichen, eutrophen Sees. Der örtliche Anglerverein hat in den vergangenen Jahren aus umliegenden Gräben jährlich rund 50.000 m³ Wasser in den See gepumpt. Gemeinsam mit der Stadt plant der Verein eine Renaturierung des Gewässers.

## Nutzung
Am östlichen Ufer befindet sich eine Badestelle, die von der Stadt Trebbin überwacht wird. Die Wasserqualität war im Jahr 2021 mikrobiologisch nicht zu beanstanden, die Badewasserqualität mit „gut“ bezeichnet. Der See wird weiterhin für den Angelsport genutzt; am Nordwestufer liegt ein Kahnsteg des Anglervereins Hechtclub 63. Im Gewässer wurden insbesondere Hechte, Karpfen, Schleie und Aale sowie Weißfische nachgewiesen.